# Triphosa largeteauria
Triphosa largeteauria är en fjärilsart som beskrevs av Charles Oberthür 1881. Triphosa largeteauria ingår i släktet Triphosa och familjen mätare. Inga underarter finns listade i Catalogue of Life.